# Ice Peak
Der Ice Peak ist der prominente Südgipfel des Mount Edziza im Cassiar Land District im Nordwesten der kanadischen Provinz British Columbia. Er hat eine Höhe von 2500 m:125 und ragt durch die Eiskappe des Mount Edziza hervor, welche eine Fläche von etwa 70 km² einnimmt. Der Berg ist ein pyramidenförmiges Horn, welches durch glaziale Erosion geformt wurde und vollständig von steilwandigen, aktiven Karen umgeben ist. Der Tencho Glacier an seiner Südflanke ist der größte Auslassgletscher der Eiskappe des Mount Edziza. Der Gipfel des Ice Peak ist etwa 280 m niedriger als der des Mount Edziza, ragt jedoch immer noch ansehnlich über dem Big Raven Plateau empor. Der Ice Peak und sein Umfeld liegen im Mount Edziza Provincial Park, der auch die Spectrum Range im Süden umfasst.
Der Ice Peak ist der Rest eines etwa eine Million Jahre alten Schichtvulkans, dessen ursprüngliche Ostflanke fast vollständig von der Erosion zerstört wurde. Vier Kare an der erodierten Ostflanke haben die innere Struktur des Schichtvulkans freigelegt, wogegen die südliche und die westliche Flanke wohl etwa denen des ursprünglichen Vulkans entsprechen. Die Nordflanke ist unter den Ablagerungen des jüngeren und höheren Schichtvulkans Mount Edziza begraben. An der Südflanke liegt das Snowshoe Lava Field, welches aus mindestens 12 Schloten besteht, die nahe dem Ende der Gletscherzunge der Auslassgletscher in den letzten 20.000 Jahren entstanden. Eine diverse Mischung vulkanischer Gesteine bildet den Schichtvulkan des Ice Peak. Diese Gesteine werden in drei geologische Formationen unterschiedlichen Alters unterteilt.

## Geographie und Geomorphologie

### Lage
Der Ice Peak liegt im Mount Edziza Provincial Park südöstlich der Gemeinde Telegraph Creek. Mit einer Fläche von 266.180 ha ist dieser einer der größten Provincial Parks in British Columbia; er wurde 1972 als „Schaufenster“ der vulkanischen Landschaft eröffnet. Er umfasst nicht nur das Gebiet des Mount Edziza, sondern ebenso die Spectrum Range im Süden, welche vom Mount Edziza durch den Raspberry Pass getrennt wird. Der Mount Edziza Provincial Park liegt im Tahltan Highland, einer südostwärts strebenden Hochebene an der Westseite des Stikine Plateau.:49

### Struktur
Der Ice Peak ist der prominente Südgipfel des Mount Edziza, eines eisbedeckten Schichtvulkans im Cassiar Land District im nordwestlichen British Columbia.:125 Seine Gestalt wird als pyramidenförmiges Horn beschrieben; geformt wurde er durch glaziale Erosion. Er repräsentiert die Westgrenze einer kleinen Caldera, die auf dem Gipfel eines älteren Schichtvulkans entstand.:125:32, 145 Dieser Schichtvulkan ist einer von vier felsischen Zentralvulkanen entlang einer von Nord nach Süd verlaufenden Achse des Mount Edziza Volcanic Complex; die anderen drei sind der Armadillo Peak, die Spectrum Range und der 2786 m hohe Mount Edziza.:124, 125 Das heutige 2500 m hohe Horn des Ice Peak ragt durch die etwa 70 km² große Eiskappe des Mount Edziza und ist vollständig von steilwandigen, aktiven Karen umgeben.:32 Der Tencho Glacier an der Südflanke des Ice Peak ist der größte Auslassgletscher der Eiskappe wie auch der größte Gletscher des Mount Edziza Volcanic Complex.:320 Der Idiji Glacier belegt ein Kar an der Ostflanke des Ice Peak, während der Tennaya Glacier sich südöstlich der Fläche zwischen Ice Peak und dem Gipfel des Mount Edziza ausdehnt.
Vier Kare an der Ostflanke haben die innere Struktur des Ice Peak offengelegt, während die Westflanke vollständig von Gletschern bedeckt ist.:145 Die östlichen Kare sind die Quellgebiete des Tennaya Creek, welcher nordostwärts in den Nuttlude Lake, eine Erweiterung des Kakiddi Creek, strömt.:145 Zwischen Tennaya Creek, Nido Creek und Tenchen Creek liegen tortenstückförmige, sanft geneigte Riedel, welche die Überreste der ursprünglichen Ostflanke des Ice Peak darstellen.:145 Während die ursprüngliche Ostflanke fast vollständig erodiert ist, ist die Nordflanke unter den jüngeren Ablagerungen des Mount Edziza begraben.:125:33 Die Süd- und die Westflanke des Ice Peak stellen ungefähr die ursprünglichen Flanken des Vulkans dar und verschmelzen mit dem Big Raven Plateau, einem der größeren physiographischen Objekte des Mount Edziza Volcanic Complex.:33

### Bestandteile

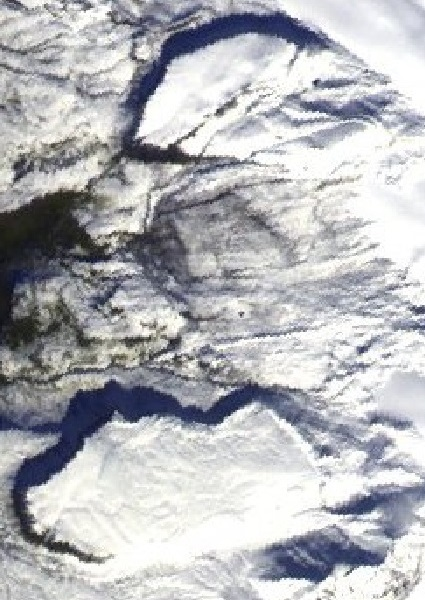
Die Kliffs (engl. bluff) Ornostay Bluff und Koosick Bluff an der Westflanke des Ice Peak

An der Südwestflanke des Ice Peak befindet sich ein etwa 40 km² großes Gebiet von Lavaströmen und mindestens 12 Schloten, die als Snowshoe Lava Field bezeichnet werden.:27,228 Die meisten dieser Schlote in diesem Lavafeld erreichen Höhen von 1800 m nahe dem Ende der Auslassgletscher der Eiskappe des Mount Edziza; fünf von ihnen sind benannt.:214,228 Der höchste dieser Schlote, der Tennena Cone, erreicht eine Höhe von 2390 m an der oberen Westflanke des Ice Peak.:26,214:41 Der Cocoa Crater im Südwesten hat eine Höhe von 2117 m und ist damit der zweithöchste der fünf benannten Schlote. der dritthöchste Schlot, der Coffee Crater, erreicht 2000 m Höhe und liegt nordwestliche des Cocoa Crater.:214 Südlich des Coffee Crater an der Südseite des oberen Taweh Creek liegt der Keda Cone, mit einer Höhe von 1980 m der vierthöchste der Schlote. Zwischen den Quellgebieten von Taweh Creek und Shaman Creek liegt The Saucer, mit 1920 m Höhe der niedrigste Schlot im Snowshoe Lava Field.:27,214
Icefall Cone und Ridge Cone sind zwei Flankenvulkane am Ostrand des Ice Peak mit einer Höhe von etwa 2285 m. Beide Vulkankegel (engl. cone) sind jünger als das Hauptmassiv des Ice Peak, wurden jedoch aufgrund ihrer Lage nahe den steilen oberen Bereichen aktiver Kare weitgehend durch Vergletscherung, Rutschungen und Steinschlag überformt.:228 Der Punch Cone an der Westflanke des Ice Peak ist ein etwa 1 km langer, steilwandiger Gebirgskamm, der aus der Eiskappe des Mount Edziza ragt.:24,25,210 Er ist elliptisch geformt und älter als der Icefall und der Ridge Cone, gleichwohl jünger als das Hauptmassiv des Ice Peak.:210 Ebenfalls an der Westflanke, wo der Ice Peak mit dem umliegenden Big Raven Plateau verschmilzt, liegen die Kliffs (engl. bluffs) Koosick Bluff und Ornostay Bluff in Nachbarschaft zum Quellgebiet des Sezill Creek.:155 The Neck ist ein kreisförmiger Schlotpfropfen an der Südostflanke mit einer Höhe von 1830 m und einem Durchmesser von 300 m.:154,155

## Geologie

### Hintergrund
Der Ice Peak ist Teil der Northern Cordilleran Volcanic Province, einem weiten Gebiet mit Schildvulkanen, Lavadomen, Schlackenkegeln und Schichtvulkanen, das sich vom nordwestlichen British Columbia nordwärts durch die Provinz Yukon bis ins östlichste Alaska erstreckt.:1280,1281,1283,1284 Die dominanten Gesteine, aus denen diese Vulkane bestehen, sind Alkalibasalte und Hawaiite, aber auch Nephelinit, Basanit und peralkaliner Phonolith, Trachyt und Comendit sind lokal häufig. Die Gesteine wurden durch Vulkanausbrüche vor 20 Millionen bis vor wenigen hundert Jahren abgelagert. Als Ursache der vulkanischen Aktivität in der Northern Cordilleran Volcanic Province wird das Rifting der Nordamerikanischen Kordillere angenommen, welches durch Änderungen in der relativen Plattenbewegung zwischen der Nordamerikanischen Platte und der Pazifischen Platte angetrieben wird.:1280

### Stratigraphie
Der Ice Peak wird in mindestens drei geologische Formationen unterteilt, von denen jede das Produkt einer eigenständigen Stufe vulkanischer Aktivität ist.:2,246 Diese Perioden der vulkanischen Aktivität traten während dreier magmatischer Zyklen des Mount Edziza Volcanic Complex auf; jeder Zyklus begann mit der Effusion von Alkalibasalt und gipfelte in der Eruption kleinerer Volumina felsischen Magmas.:1,267,276 Die älteste geologische Formation ist die Ice-Peak-Formation, die in einer Periode vulkanischer Aktivität vor etwa einer Million Jahren während des dritten magmatischen Zyklus' entstand. Eine weitere Periode vulkanischer Aktivität vor 0.3 Millionen Jahren lagerte die Kakiddi-Formation in den südwestlichen und östlichen Teilen des Ice-Peak-Pfeilers während des vierten magmatischen Zyklus' ab. Die drittälteste geologische Formation ist die Big-Raven-Formation, die in den letzten 20.000 Jahren über der Ice-Peak- und der Kakiddi-Formation im fünften magmatischen Zyklus abgelagert wurde.:267

#### Ice-Peak-Formation

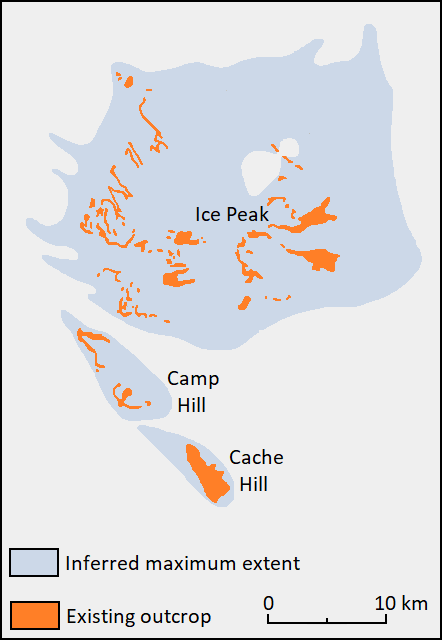
Paleogeologische Karte der Ice-Peak-Formation am Ende der Ice-Peak-Eruptionsperiode

Die Ice-Peak-Formation besteht aus Lava und pyroklastischen Gesteinen, die hauptsächlich aus Schloten nahe dem Gipfel des Ice Peak ausgestoßen wurden.:145,150 Zwei stratigraphische Einheiten, die sich in lithologischer Hinsicht unterscheiden, bilden diesen einst symmetrischen Schichtvulkan.:145 Die untere stratigraphische Einheit, welche den Großteil des Vulkanpfeilers bildet, ist eine Gesellschaft (engl. assemblage) von hauptsächlich dünnen basaltischen Lavaströmen. Laven mit intermediärer Zusammensetzung aus Tristanit, Trachybasalt und Mugearit sind in ihrer Verbreitung stark eingeschränkt.:147 Die obere stratigraphische Einheit ist eine stark variierende zeitliche Abfolge von Laven und pyroklastischen Gesteinen, die das hohe, zentrale Massiv des Ice Peak bilden.:145,150 Sie besteht aus Basalt, Trachyt und einer Vielzahl intermediärer Gesteine wie Tristanit, Trachybasalt, Benmoreit und Mugearit.:150
Die Ice-Peak-Formation schließt auch die Koosick Bluff und die Ornostay Bluff ein, die beide dicke Lappen aus Trachyt darstellen, die unter der Eiskappe ihren Ursprung haben. Beide Kliffs sind sich in Geomorphologie und Zusammensetzung ähnlich; sie bestehen aus mehreren Lavaströmen von bis zu 75 m Dicke.:155 The Neck, welcher einen prominenten, 215 m hohen Pfeiler in der Sorcery Ridge darstellt, ist ebenfalls Teil der Ice-Peak-Formation. Ein mithilfe der Kalium-Argon-Datierung ermitteltes Alter des pantelleritischen Trachyts der Ice-Peak-Formation ergab 1,6 ± 0,2 Millionen Jahre, 1,5 ± 0,4 Millionen Jahre und 1,5 ± 0,1 Millionen Jahre.:154 Die höheren Alter als die der unterlagerten Pyramid-Formation könnten durch die Ausgasung von Argon aus der Ice-Peak-Formation bedingt sein und werden daher als nicht vertrauenswürdig eingestuft.:2047
Die Basaltströme der Ice-Peak-Formation an der Nordwestflanke des Mount Edziza liegen in Wechsellagerung mit Diamiktiten, was eine regionale Vereisung während des Früh-Pleistozäns beweist.:2046 Die untersten Basaltströme enthalten basale Kissen, direkt überlagert von Hyaloklastiten, und liegen als deformierte Brekzie vor, was nahelegt, dass sie auf einen Gletscher oder ein Eisschild extrudiert wurden.:2046:18 Ihre Extrusion auf das Gletschereis wird außerdem durch das Fehlen fluvialer und lakustriner Sedimente an der Basis des Basaltstroms nachgewiesen, was nahelegt, dass er nicht in Seen oder Fließgewässer ausgestoßen wurde.:2046 Die steilen Wände und die ungewöhnlich große Dicke des Trachyt-Lavastroms, aus denen die Koosick Bluff und die Ornostay Bluff besteht, wird ihrer Extrusion durch Gletscheris hindurch zugeschrieben.:43

#### Kakiddi-Formation
Die Kakiddi-Formation besteht aus den Überresten eines dicken Trachyt-Lavastroms und damit assoziierter pyroklastischer Gesteine. Diese sind lithologisch und geomorphologisch den Trachyten der älteren Edziza-Formation ähnlich, kommen jedoch südlich des zentralen Schichtvulkans des Mount Edziza vor. Die Überreste eines fast 1 km breiten, geröllbedeckten Trachytstroms finden sich an der Ostflanke des Ice Peak im Sorcery Valley und im südlichen Ausläufer des Tennaya Valley, wo dieses aus zwei Nebentälern zusammengeführt wird. Im Kakiddi Valley scheint sich der Lavastrom ausgebreitet zu haben, um einen einst durchgängigen End-Lappen zu bilden, der mindestens 5 km breit war. Überbleibsel dieses End-Lappens finden sich in Form isolierter Aufschlüsse in Nachbarschaft zum Kakiddi Lake und zum Nuttlude Lake.:207 Die Quelle dieses Kakiddi-Stroms bleibt unbekannt, aber das Tal eines Zuflusses zum Tennaya Creek stammt wahrscheinlich aus einem Schot nahe dem Gipfel des Ice Peak, der heute von Gletschern bedeckt ist.:24 Ein relativ kleiner Trachytstrom gelangte vom Punch Cone an der Westflanke des Ice Peak nach unten und breitete sich auf dem Big Raven Plateau aus.:24,25 Eine Kalium-Argon-Datierung der Kakiddi-Formation ergab Alter von 0,31 ± 0,07 Millionen Jahren im Mugearit wie auch 0,30 ± 0,02 Millionen Jahre, 0,29 ± 0,02 Millionen Jahre und 0,28 ± 0,02 Millionen Jahre im Trachyt.:341

#### Big-Raven-Formation

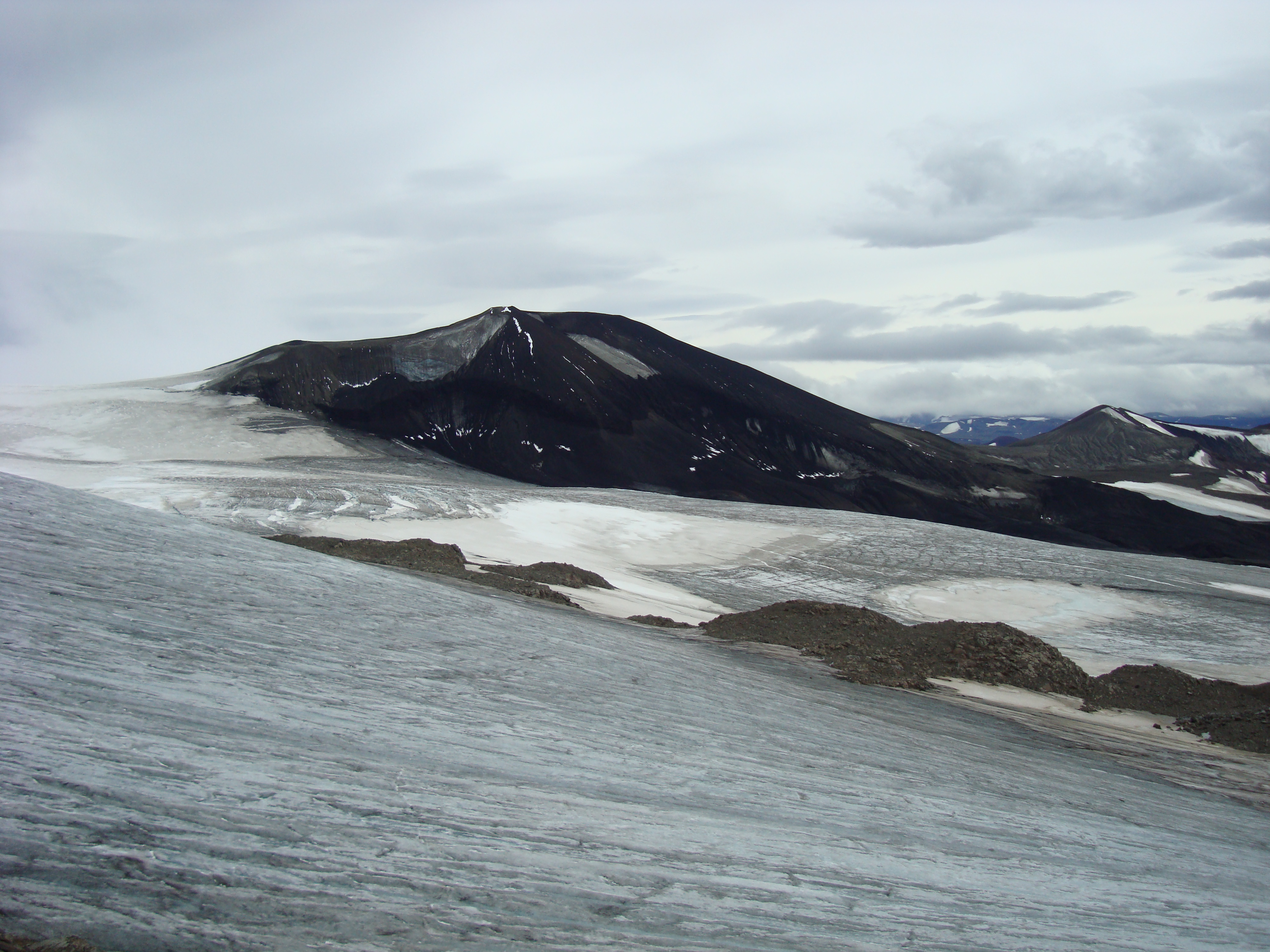
Der Tennena Cone an der oberen Westflanke des Ice Peak

Die Big-Raven-Formation umfasst den Icefall Cone, den Ridge Cone, das Snowshoe Lava Field und das Sheep Track Member.:27,228,236 Alle diese Objekte bestehen aus Alkalibasalt und Hawaiit mit Ausnahme des Sheep Track Member, welches eine kleinere Menge Trachyt-Bims enthält.:213 Der frühe Vulkanismus im Snowshoe Lava Field lagerte Material ab, das durch Eis und Schmelzwasser abgelöscht wurde, was zu Pfleilern aus Tuff-Brekzie, Kissenlava und Kissen-Brekzie wie am Tennena Cone führte.:26,27 Schlackenkegel wie der Cocoa Crater und der Coffee Crater wurden durch den Ausstoß nachfolgender Lavafontänen in einer subaerischen Umgebung geschaffen. The Saucer entstand durch spätere Ausbrüche subaerischer Spaltenvulkane, die mit den Lavafontänen nicht in Zusammenhang standen. Stattdessen wurde die Lava still ausgestoßen und floss in den Shaman Creek im Osten und in den Taweh Creek im Westen.:27
Das Sheep Track Member ist das Produkt einer kleinen, aber heftigen VEI-3-Eruption an der Südwestflanke des Ice Peak.:27 Es wurde auf allen Lavaströmen und Schlackenkegeln im Snowshoe Lava Field mit Ausnahme von The Saucer abgelagert, welcher möglicherweise nach der Sheep-Track-Eruption entstand. Die Quelle des Sheep-Track-Bims ist unbekannt, aber möglicherweise stammte er von einem Schlot, der unter dem Tencho Glacier verborgen ist.:237 Eine Argon–Argon-Datierung zeigt, dass der Bims durch eine explosive Eruption irgendwann in den vergangenen 7.000 Jahren abgelagert wurde, höchstwahrscheinlich um das Jahr 950 u. Z.

### Grundgebirge
Der Ice Peak wird von der Pyramid-Formation unterlagert, die hauptsächlich aus pleistozänen Rhyolit- und Trachyt-Lavaströmen, Domen und dicken Pfeilern aus pyroklastischer Brekzie besteht.:129 Auch Alkalibasalt-Lavaströme und Fluss-Brekzie des Tenchen Member der Nido-Formation, der aus mehreren Vulkanen während des Pliozäns ausgestoßen wurde, unterlagern den Ice Peak. Der Südrand des Ice-Peak-Pfeilers schlägt gegen miozänen comenditischen oder trachytischen Bims und Asche-Ströme der Armadillo-Formation.:145 Die älteste geologische Formation unter dem Ice Peak ist die Raspberry-Formation, welche aus miozänem Alkalibasalt und kleineren Anteilen an Hawaiit und Mugearit besteht. Diese vulkanischen Gesteine liegen in Form von Lavaströmen, Fluss-Brekzie und Agglutinaten vor, obwohl auch Kissenlava und Tuff-Brekzie lokal vorkommen. Unterhalb der Raspberry-Formation befinden sich sedimentäre, vulkanische und metamorphe Gesteine des Stikine-Terrans, welche aus dem Paläozoikum und Mesozoikum stammen.:2,39

## Name und Etymologie
Der Name des Berges wurde am 2. Januar 1980 offiziell anerkannt und auf der Karte 104 G des National Topographic System eingetragen, nachdem er vom Büro der BC Geographical Names durch die Geological Survey of Canada übermittelt wurde. Mehrere andere Objekte auf oder nahe den Flanken des Ice Peak haben Namen, die gleichfalls am 2. Januar 1980 angenommen wurden, darunter sind der Tennena Cone, der Keda Cone, die Koosick Bluff und die Ornostay Bluff. Der Name Ice Peak ist tautologisch zu Ice Mountain, ein anderer Name für den Mount Edziza, der sich auf die Decke aus Gletschereis bezieht. Der Schichtvulkan Ice Peak wird gelegentlich als Ice Volcano bezeichnet.:145:252